# اوسا بیرکروت
اوسا بیرکروت (سوئدی: Åsa Bjerkerot؛ زادهٔ ۱۲ مهٔ ۱۹۵۹) کارگردان فیلم، بازیگر و صداپیشه اهل سوئد است.
از فیلم‌هایی که وی در آن‌ها نقش داشته‌است، می‌توان به پی و بی اشاره نمود.